# Missionário (Alto Rio Doce)
Missionário é um distrito do município brasileiro de Alto Rio Doce, no interior do estado de Minas Gerais. Segundo o censo demográfico de 2022, realizado pelo Instituto Brasileiro de Geografia e Estatística (IBGE), sua população era de 494 habitantes e havia 186 domicílios particulares permanentes ocupados. Possui área de 33,71 km² conforme a Fundação João Pinheiro (FJP).
De acordo com o IBGE, em 2010 a população era de 703 habitantes e havia 287 domicílios particulares.
Foi criado pela lei provincial nº 3.272 de 30 de outubro de 1884, então com o nome de São Domingos e pertencente a Barbacena. Sua denominação foi alterada para São Domingos do Monte Alegre pelo decreto nº 318 de 9 de janeiro de 1891. Mediante a lei estadual nº 843 de 7 de setembro de 1923, foi incorporado ao município de Alto Rio Doce, voltando a se denominar simplesmente São Domingos pelo decreto-lei estadual nº 148 de 17 de dezembro de 1938. Passou a se chamar Missionário pelo decreto-lei estadual nº 1.058 de 31 de dezembro de 1943.